# Ostmark (tysk-romerska riket)

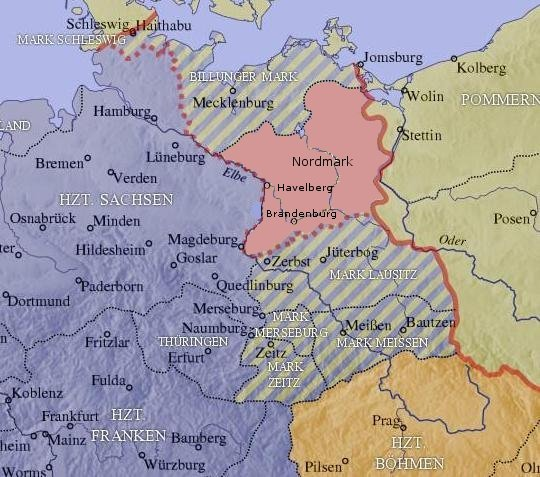
Uppdelning av Ostmark år 965: Nordmark, Markgrevskapet Lausitz, Markgrevskapet Meissen, Markgrevskapet Merseburg och Markgrevskapet Zeitz (utsträckning åren 965-983).

Ostmark (tyska: Sächsische Ostmark) var ett markgrevskap och gränsland inom det heliga romerska riket mellan 900-talet och 1100-talet. Termen "Ostmark" kommer från det latinska termen Marchia Orient och kunde ursprungligen syfta på antingen en region som skapats på den östra gränsen av hertigdömet Sachsen eller en annan på den östra gränsen av hertigdömet Bayern: det bayerska Ostmark, motsvarande vad som sedermera blev Österrike.
Ostmark skapades ur det stora Geromark, Marca Geronis, efter markgreven Gero I "den stores" död år 965. Hans länder delades genom inrättandet av Nordmark mellan floderna Elbe och Oder, medan resterande östra Sachsen bestod av södra territoriet mellan Saale och Bóbr, ungefär motsvarande den moderna tyska delstaten Sachsen. Kejsaren Otto I installerade Odo I som markgreve.
Samtidigt skapades Markgrevskapet Meissen, Markgrevskapet Merseburg och Markgrevskapet Zeitz i södra halvan av Ostmark. År 1002 förlorade Odos efterträdare, Gero II, den östra delen av Ostmark till Bolesław I av Polen, men Bolesławs son Mieszko II tvingades att återlämna det erövrade territoriet till kejsaren Konrad II år 1031. År 1046 ärvde Dedi I av huset Wettin Ostmark, och hans son och efterträdare Henrik I erhöll Markgrevskapet Meissen som förläning av kejsar Henrik IV år 1089. Båda markgrevskapen förblev under huset Wettins administration och blev senare kärnan i det senmedeltida Sachsen.
Efter att Markgrevskapet Landsberg och Markgrevskapet Lausitz avdelades från Ostmark, förenades de återstående områdena med Markgrevskapet Meissen 1123. Den sista gång som Ostmark och Lausitz omnämns som separata statsbildningar var när den förra togs emot av Henrik av Groitzsch år 1128 och den senare reserverades fram till 1131. Henrik fick dock inte råda och 1136 hade territoriet åter tillfallit Konrad I av Meissen. Under följande århundradena delades territoriet flera gånger; större delen av det tillhörde de ernestinska hertigdömena.
Termen Osterland används fortfarande idag för att beskriva den historiska regionen som var centrum för markgrevskapet. Medan gränserna för Ostmark ändrats flera gånger i modern tid, förstås med termen i allmänhet området mellan floderna Saale och Mulde.

## Lista över markgrevar
- Odo I, 965-993
- Gero II, 993-1015
- Thietmar, 1015-1030
- Odo II, 1030-1046
- Bolesław I av Polen, 1002-1025
- Mieszko II av Polen, 1025-1031
- Dedi I, 1046-1075
- Dedi II, fl. 1069
- Henrik I, 1075-1103
- Henrik II, 1103-1123
- Wiprecht, 1123-1124
- Albert, 1123-1128
- Henrik III, 1128-1135

Senare bättre kända som markgrevar av Lausitz.